# District historique du Las Vegas High School Neighborhood
Le district historique du Las Vegas High School Neighborhood – ou Las Vegas High School Neighborhood Historic District en anglais – est un district historique américain à Las Vegas, au Nevada. Inscrit au Registre national des lieux historiques depuis le 30 janvier 1991, il comprend des bâtiments dans plusieurs styles, dont le style Pueblo Revival.